# Gervais-Zweizahnwal
Der Gervais-Zweizahnwal (Mesoplodon europaeus), auch Europäischer Schnabelwal genannt, ist eine Walart aus der Gattung der Zweizahnwale (Mesoplodon), die zur Familie der Schnabelwale (Ziphiidae) gehört.

## Verbreitung

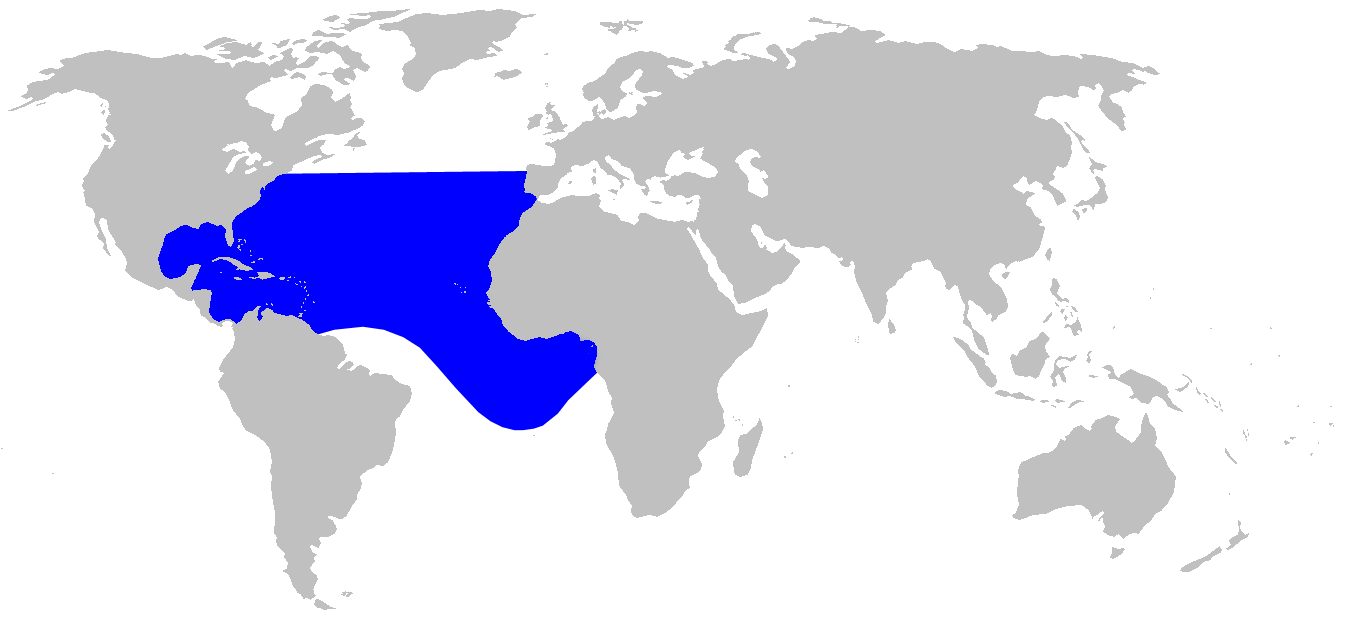
Verbreitung Gervais-Zweizahnwal

Das erste Exemplar wurde vom französischen Biologen Paul Gervais 1855 im Ärmelkanal entdeckt und benannt. Diese Fundstelle erwies sich allerdings als untypisch, da das Hauptverbreitungsgebiet der Art den westlichen mittleren Atlantik umfasst. Gervais-Zweizahnwale finden sich von New York im Norden bis Venezuela im Süden und sind insbesondere im Golf von Mexiko und in der Karibik häufig. Im östlichen Atlantik gibt es weit weniger Funde, gestrandete Tiere wurden auf den Kanarischen Inseln, der Westküste Afrikas und der Insel Ascension gefunden.

## Beschreibung

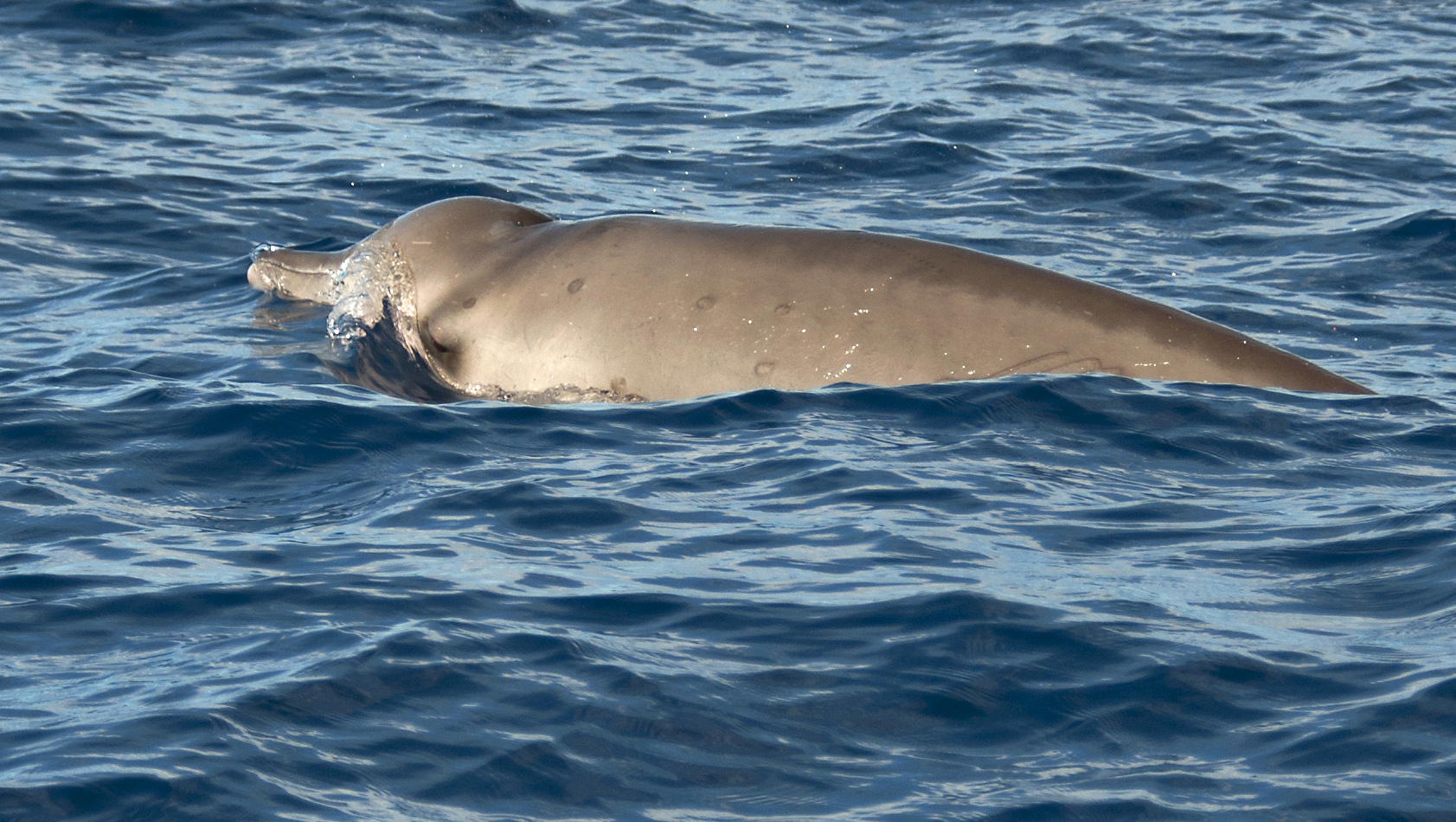
Gervais-Zweizahnwal

Gervais-Zweizahnwale sind dunkelgrau gefärbt, wobei die Unterseite heller ist. Der Kopf ist für Wale sehr klein, hat eine angedeutete Melone und endet manchmal in einer weißen Spitze, wie bei allen Zweizahnwalen ragen die zwei Zähne des Unterkiefers aus dem geschlossenen Maul hervor. Mit einer Länge von bis zu 5,2 Metern sind Weibchen größer als die Männchen, die maximal 4,5 Meter lang werden.

## Lebensweise
Diese Wale leben in den wärmeren Regionen des Atlantiks. Sie leben pelagisch (im offenen Meer) in Paaren oder kleinen Schulen, Narben auf den Rücken und Flanken insbesondere der Männchen lassen auf Rivalenkämpfe schließen. Ihre Hauptnahrung besteht aus Tintenfischen.

## Bedrohung
Gervais-Schnabelwale wurden nie kommerziell gejagt, allerdings gibt es Berichte, wonach sie sich in Fischernetzen verfingen und ertranken. Ob der dichte Schiffsverkehr in ihrem Verbreitungsgebiet und die Irritationen durch das Sonar von U-Booten eine Bedrohung darstellt, ist nicht restlos geklärt, Massenstrandungen während eines NATO-Manövers, bei dem auch Niederfrequenz-Sonar eingesetzt wurde, deuten jedenfalls darauf hin. Für eine Schätzung der Gesamtpopulation oder des realen Gefährdungsgrades gibt es aber zu wenig Daten.